# Concattedrale dell'Immacolata Concezione
La concattedrale dell'Immacolata Concezione è il duomo di Bosa e concattedrale della diocesi di Alghero-Bosa. L'edificio sorge nel centro storico cittadino, tra il corso Vittorio Emanuele II e il lungo Temo, all'altezza del ponte ottocentesco.

## Storia

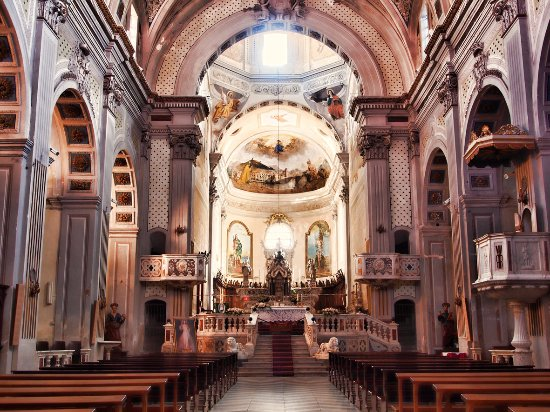

Non si conoscono con certezza né la data di costruzione del tempio (probabilmente da collocare intorno al XII secolo) né quella della sua elevazione a cattedrale.
La prima documentazione sulla chiesa di Santa Maria (nome precedente della chiesa) è del 1388 quando, con bando, viene convocata la Corona de logu e sono riuniti in essa tutti i cittadini per chiedere al sindaco Galateo Masala di rappresentare la città nella pace tra Eleonora d'Arborea e Giovanni II d'Aragona.
In ogni caso, almeno fino al 1254 il vescovo ed il capitolo operarono ancora presso la cattedrale di San Pietro.
Quest'ultima, dopo l'insediamento di un nuovo abitato sulle pendici del colle Serravalle (seconda metà del XIII secolo), fu però progressivamente abbandonata in favore della chiesa di Santa Maria.
Il vescovo di Bosa Saguini, nel 1458, testimonia il grave stato di rovina della vecchia cattedrale e una bolla del papa Pio II di quello stesso anno si dà atto, che, di fatto, la chiesa di Santa Maria oramai assolveva il ruolo di cattedrale, non potendosi neppure officiare in sicurezza il culto nell'antica San Pietro.
Soltanto nel 1595, con una bolla di papa Clemente VIII la chiesa di Santa Maria divenne formalmente la parrocchia e sede del fonte battesimale, in sostituzione della chiesa di San Giovanni, che sino a quel momento ospitava la parrocchia e il battistero cittadini.
I lavori di arricchimento della struttura continuarono senza interruzione. L'altare maggiore venne costruito durante l'episcopato di Gavino Manca de Cedrelles, la struttura barocca in marmi policromi era dedicata alla Madonna ed ai Santi Martiri sardi Proto e Gianuario. Il balaustrone del presbiterio con la sua ampia scalinata vennero costruiti nel 1620. Una data molto importante per la chiesa è quella del 7 marzo 1632 quando il Vescovo Pirella volle che assieme al titolo di Santa Maria fosse aggiunto quello dell'Immacolata Concezione. La costruzione della torre campanaria dopo una sosta riprese nel 1636 dopo l'acquisto delle campane nel 1614 e si fermò definitivamente dopo la costruzione del secondo ordine, senza mai essere conclusa, con la costruzione della cuspide. Vennero donate alla Cattedrale dal vescovo Soggia Serra ventuno reliquie di Santi custodite sotto l'altare maggiore alle quali si aggiungeranno quelle dei santi patroni Emilio e Priamo. Venne commissionata la nuova immagine marmorea della Vergine che doveva adattarsi al titolo appena acquisito dalla cattedrale, ovvero la statua marmorea dell'Immacolata che ancora oggi troviamo in cima all'altare maggiore. La scultura viene attribuita al Massetti che ne realizzò una molto simile per la cattedrale di Ozieri. Tra il 1737 ed il 1765 venne costruita l'aula capitolare, ultimato il fonte battesimale e ripavimentata l'intera navata. La foce del fiume era chiusa dal 1528 causava continue inondazioni che andavano a rovinare la struttura del duomo e della chiesa di Sant'Antonio Abate dall'altra parte del ponte. Non avendo avuto risposta dal Viceré, il capitolo decise di agire a causa delle pessime condizioni delle pareti e della struttura. Il 25 marzo 1805, dopo una spesa preventivata due anni prima di 33 900 lire, i lavori presero il via con diroccar pareti e levar gli altari. In un primo momento fu il bosano Salvatore Are il capomastro che dirigeva i lavori ma, dopo alcune difficoltà, il compito venne affidato al sassarese Ramelli. Egli stabilì che la chiesa necessitava di una ricostruzione dalle fondamenta perché in stato pessimo. Il capitolo però non essendo in grado di sostenere le spese per la ricostruzione informò il vescovo Murro e il canonico sindiese Don Giovan Battista Simon finanziò i lavori che ripresero il 26 maggio 1807. Quattro anni dopo l'inizio dei lavori la chiesa venne riaperta al culto ma era stato ricostruito solamente qualche altare, mancavano ancora le cappelle e la facciata. Nonostante ciò venne consacrata nel luglio 1809, un anno prima della chiesa del Carmelo. La costruzione delle cappelle laterali era fondamentale per permettere ai più di 40 sacerdoti della città di poter celebrare messa, ma i lavori diretti nuovamente da Salvatore Are andarono per le lunghe per mancanza di mezzi. Il Capitolo dovette chiedere ancora aiuto al vescovo Murro perché i lavori potessero riprendere. Arrivò da Cagliari Carlo Antonio Ferrara per lavorare agli stucchi e Domenico Franchi per la realizzazione dei due pulpiti. C'e da aggiungere che oltre ai fondi donati da Don Simon fu impiegata parte dell'eredità di Donna Maria Caterina Rois e le rendite della chiesa di San Lussorio in Romana.

## Descrizione
Il tempio è caratterizzato esternamente da due cupole, coperte di maioliche colorate, e dal tozzo campanile in arenaria rossa, incompleto e recante scolpita la data 1683. La stessa roccia caratterizza anche altre parti dell'edificio, tra cui le decorazioni rococò della facciata e le lesene e cornici di gusto classico che la scandiscono.
L'interno è a navata unica voltata a botte e suddivisa in cinque campate da paraste e archi traversi, con quattro cappelle per lato. La prima cappella a destra è il "cappellone" del Sacro Cuore, molto sviluppato in lunghezza e organizzato come una piccola chiesa a sé, perpendicolare al duomo; la parte terminale presenta quattro piccole cappelle laterali e una cappella maggiore con copertura a cupola ottagonale. 

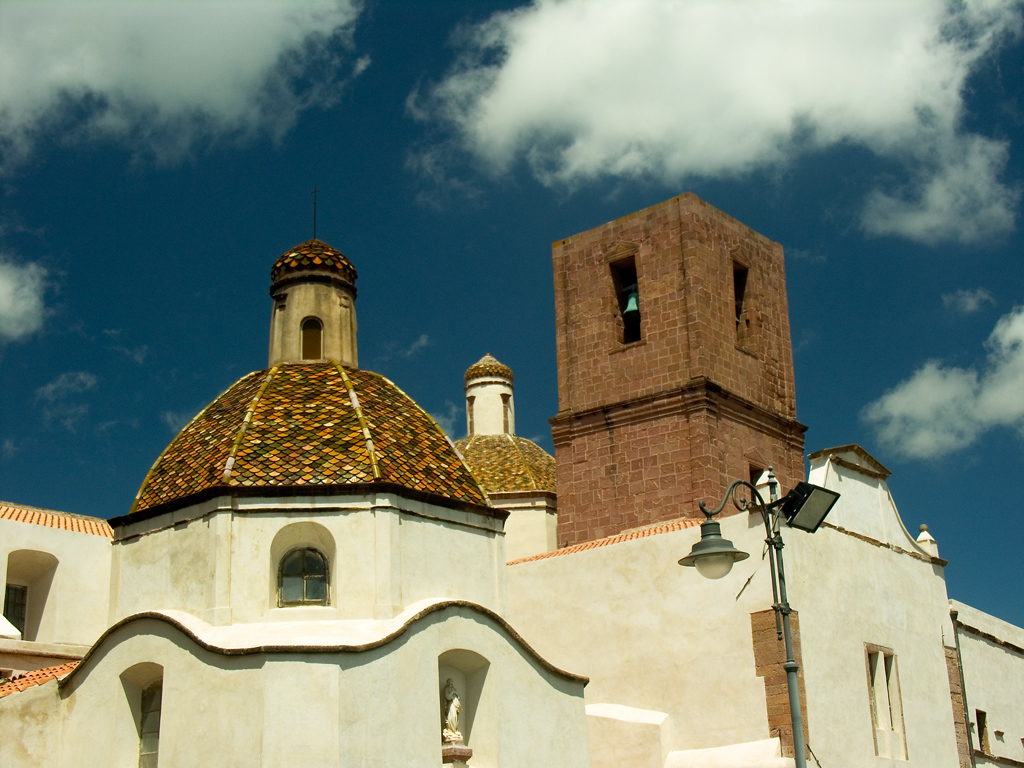

L'arco di accesso al presbiterio è più stretto della navata e retto da due paraste. L'area presbiteriale, molto profonda, coperta da cupola ottagonale (progettata ai primi dell'Ottocento dall'architetto Domenico Franco) e conclusa da abside semicircolare, è rialzata e separata dalla navata da una balaustra marmorea. Si accede al presbiterio tramite tre scale; alla base della scala centrale sono posti due leoni marmorei. In marmo è anche l'altare maggiore seicentesco, coronato dalle statue dell'Immacolata e dei santi Emilio e Priamo, patroni di Bosa. Dietro l'altare sono disposti gli stalli intagliati del pregevole coro ligneo. Le pitture che decorano le pareti della cattedrale furono realizzate dall'artista parmense Emilio Scherer tra il 1877 e il 1878. Nella tribuna sovrastante la porta d'ingresso troneggia il grande organo realizzato nel 1875 dai fabbricanti emiliani Tommaso Piacentini e Antonio Battani di Frassinoro (Modena) che riutilizza la bella cassa neoclassica risalente al 1810.

## La chiesa oggi

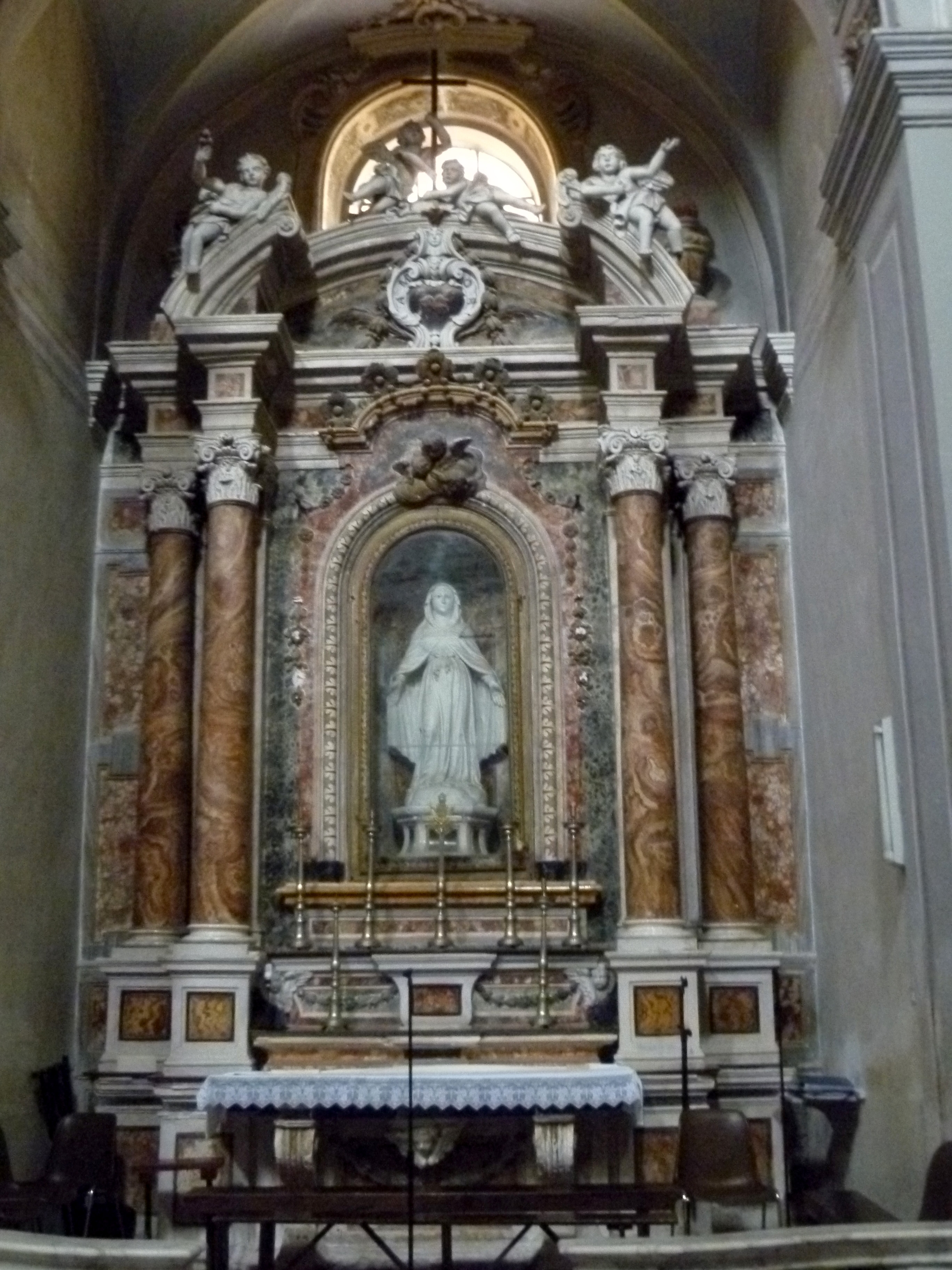

La facciata è divisa in due ordini da una trabeazione molto simile a quella della chiesa della Madonna del Carmelo. Il primo ordine è arricchito da curve e forme movimentate, caratterizzate dal cappello che sovrasta il portale. L'ordine superiore movimentato anch'esso ha una vetrata al centro con l'immagine dell'immacolata e si conclude con un morbido fastigio in vulcanite rossa. La struttura interna è composta da un'unica navata, su di essa si aprono otto cappelle compreso il Transetto a sua volta diviso in 4 cappelle più piccole e da un altare con cupola più grande rispetto agli altri altari, per questo viene chiamato anche cappellone del Sacro Cuore. Le cappelle del transetto sono dedicate a San Giuseppe, alla Madonna del mare, alle anime del Purgatorio. Le pareti laterali della navata sono divise in quattro campate da semicolonne con ricchi capitelli su cui poggia una trabeazione continua sulla quale si regge la volta a botte alta 17 metri divisa in 10 lunette a cui corrispondono 10 finestroni. Le otto cappelle sono dedicate a: Sacro cuore (già citata), San Francesco Saverio, Sant’Anna e al SS.Crocifisso. Quest'ultima in stucchi policromi è stato realizzato da Carlo Antonio Ferrara e in alto reca lo stemma del comune di Bosa che si è occupato del finanziamento della costruzione della cappella. Nella nicchia si trova un crocifisso il legno policromato del XVI secolo inchiodato su una croce solamente disegnata in stucchi. L'ultima cappella della parte destra funge da ingresso per la sacrestia. Le cappelle dell'altro lato, partendo dal presbiterio ospitano: la prima l'ingresso laterale con la bussola ottocentesca, la seconda l'addolorata, la terza San Giovanni Nepucomeno, la cui statua in legno policromo risale alla seconda metà del 1700. La quarta cappella ospita la statua settecentesca della Madonna del Carmelo e nell'ultima c'è il fonte battesimale in marmo, questa cappella ospita anche un dipinto che raffigura il Batesimo di Cristo. La ampia scalinata in marmo dà accesso all'ampio presbiterio. Nelle pareti laterali del presbiterio non realizzate in tempera muraria, come anche tutte le altre decorazioni della chiesa, due grandi quadri, uno che raffigura la visitazione e l'altro l'annunciazione. Continuando con le pitture abbiamo il grandissimo catino absidale in cui sono raffigurati i patroni della città, Emilio e Priamo, ai lati della cittadina, che contemplano la vergine Immacolata assisa sulle nuvole tra angeli musicanti e cantanti. Sottostanti al catino ci sono due grandi dipinti dei patroni minori, San Sebastiano e san Rocco, anch'essi opera di Scherer ma rovinati in tempi recenti da pessime mani inesperte. Nell'ampio coro semicircolare si trova una preziosa immagine di Santa Maria de Gratia, scultura policroma cinquecentesca dall'impianto gotico che riporta sul piedistallo una citazione del cantico dei cantici" (dil)exit me rex et introduxit me in cubiculum.
Il presbiterio rialzato è sovrastato da un'alta cupola su tamburo ottagonale impostato su pennacchi, progettata - sempre nei primissimi anni dell'Ottocento - dal regio architetto e ornatista Domenico Franco.
Fra il 1877 e il 1878 venne decorata al suo interno da pitture a tempera del parmense Emilio Scherer raffiguranti il Paradiso dantesco. La base ottagonale della cupola è decorata da altre figure a tempera che si alternano a grandi finestre, sono raffigurati: Dio Padre, San Giovannino, Zaccaria e l'Agnello. L'altare seicentesco in marmi policromi è sormontato dall'immagine della Vergine Immacolata, affiancata dai patroni Emilio e Priamo. Al disotto del presbiterio sono sepolti alcuni vescovi della città (Frazioli, Pes, Zanetti, Uda, Cossu). Dietro all'altare maggiore l'arredamento coro è realizzato in legno in stile ottocentesco come anche quello della sacrestia. Appena sopra il portone principale si affaccia la cantoria in legno che ospita il grande organo a canne della fabbrica De Orquene e Biante inaugurato nel 1810, quando Are ultimò la costruzione della gradinata per accedervi. A trenta registri, il grande organo venne rinnovato dal Piacentini e decorato da due grandi tempere di Scherer: Re Davide con l'arpa e Santa Cecilia. La bussola laterale risale a fine ottocento mentre quella della sacrestia al 1803. Di fianco alla grande sacrestia si trova l'aula capitolare, stanza in cui si riunisce il capitolo, anch'essa voltata a botte con lunette, è stata decorata dalle tempere di Scherer che vi ha raffigurato l'Immacolata. L'arredo della stanza capitolare è di fine settecento. All'interno della stanza sono conservati i simulacri lignei dei patroni Emilio e Priamo di foggia seicentesca. Emilio è scolpito in abiti episcopali con il libro e la croce nella mano, mentre Priamo, vestito dell'armatura tiene il libro e la palma del martirio. Per la festa le statue vengono portate in processione e ricoperte di rami di ciliegio.
Ultimo particolare importante del duomo sono le due statue dei Santi Pietro e Paolo ai lati dell'altare. Questi due simulacri del 1608 provengono dalla antica cattedrale di San Pietro, dove erano conservate in due nicchie e venivano esposte in occasione della festa. Di probabile attribuzione ad ambito spagnolo sono state restaurate una prima volta nel 1948, poi nel 1974 durante il quale vennero trafugati i piedistalli che recavano le scritte “STATVAE SS.PETRI ET PAVLI SVMPTIBVS ANTONINAE MAIALI AN. MDCVIII PRIMVM RENOVATAE DEIN MDCCXVCVII” e “ITERVM RENOVATAE MCMXLVIII EXMO AC REVMO FRAZIOLI EP BOSAN.” È da tali iscrizioni che si ipotizza che siano state donate da Antonina Maiali. Un ultimo restauro avvenne nel 1990.